# 지방도 제1115호선
지방도 제1115호선(제2산록도로·제2한라관광도로)은 대한민국 제주특별자치도 제주시 한경면 용당 교차로와 서귀포시 상효동까지 이어지는 제주특별자치도의 지방도이다. 한라산 산록을 가로지르는 두 번째 도로라 하여 제2산록도로라는 별칭이 붙여졌다. 제2한라관광도로라 칭하기도 한다.
1970년대까지 제주도에서는 해안 지역을 순환하는 지방도 제1132호선(일주도로)과, 한라산 인근을 횡단하여 산북 지역과 산남 지역을 잇는 지방도 제1131호선(5.16도로)· 제1139호선(1100도로)이 갖추어져 있었으나 산간 지역을 잇는 도로는 자동차가 다니기엔 부적절한 농로나 목장로, 등반로 수준에 불과하였다. 이들 길을 자동차가 다닐 수 있도록 확·포장한 것이 지방도 제1117호선(제1산록도로·제1한라관광도로)과 이 노선으로, 이 도로를 개통하면서 산간 지역간의 이동 거리가 많이 단축되어 물류비가 절감되었으며, 관광지도 많이 개발됨으로써 지역 경제 발전에도 기여하였다.
이 지방도의 대부분의 구간은 중산간 지대에 새로 개설한 도로이기 때문에 공사 기간 뿐만 아니라 사업 비용도 많이 들었다. 1989년 7월 첫 번째 구간 공사에 착수해 1992년 3월 서부산업도로 ~ 1100도로 구간 12km를 개설, 포장 공사를 완료하여 개통하였다. 주변에 분재예술원, 돈내코 등의 관광지와 오름사이로 펼쳐진 목장과 골프장이 있어 관광 목적의 차량 통행이 잦다.

## 역사
- 1981년 6월 17일 : 남제주군 안덕면 동광리와 남원읍 하례리를 잇는 연장 24km의 지방도 제1115호 제2한라관광도로 노선 신설[1]
- 1989년 7월 28일 : 구역변경[2]
- 1990년 8월 22일 : 도로명을 산록도로로 지정[3]
- 1995년 10월 5일 : 지방도 노선 폐지 및 재지정[4]
- 2002년 5월 20일 : 서귀포시 하원동 ~ 상효동 11.4km 구간 개통[5]
- 2003년 4월 7일 : 지방도 노선 폐지 후 기점을 남제주군 안덕면 동광리에서 북제주군 한경면 용수리로 연장해 노선 재지정[6]

## 주요 경유지
- 제주시
  - 한경면 용당 교차로 - 한원리 교차로 - 두모리 - 조수리삼거리 - 조수초등학교(폐교) - 조수1리 교차로 - 조수리 - 저지리 - 방림원
  - 한림읍 라온GC - 금악리 - 금악초등학교 - 금악리 교차로 - 이시돌삼거리 - 성이시돌요양원

- 서귀포시
  - 안덕면 광평 교차로 - 광평리 - 광평입구 교차로 - 핀크스GC - 상천리
  - 예래동 스카이힐제주CC - 공원묘지입구
  - 중문동 레이크힐제주CC - 탐라대학교사거리 - 제1산록교 - 제2산록교 - 제3산록교
  - 대천동 제3산록교 - 제4산록교 - 제5산록교
  - 대륜동 제6산록교
  - 동홍동 산록남로 교차로
  - 영천동 제7산록교 - 돈내코 - 우리들GC - 상효동

## 중복 구간
- 제주시 한림읍 금악리 교차로 ~ 이시돌삼거리 : 지방도 제1116호선과 중복

## 도로명
- 제주시 한경면 용당 교차로 ~ 한림읍 금악리 교차로 : 용금로
- 제주시 한림읍 금악리 교차로 ~ 이시돌삼거리 : 한창로
- 제주시 한림읍 이시돌삼거리 ~ 서귀포시 영천동 상효동 : 산록남로